# Christian Mbulu
Christian Mbulu (* 6. August 1996 in London; † 26. Mai 2020) war ein englischer Fußballspieler.

## Karriere
Christian Mbulu begann als 17-Jähriger für Brentwood Town in der Isthmian League zu spielen. An seinem 19. Geburtstag unterschrieb Mbulu einen Profivertrag beim Londoner Verein FC Millwall. Dieser verlieh ihn im Jahr 2017 an die unterklassigen Vereine FC Canvey Island und Braintree Town aus. Nachdem sein Vertrag bei Millwall nicht verlängert worden war, wechselte er nach einem erfolgreichen Probetraining zum schottischen Erstligisten FC Motherwell. Ein Jahr später wechselte er zurück nach England zu Crewe Alexandra. Im Januar 2020 schloss er sich dem FC Morecambe an.
Mbulu starb überraschend im Mai 2020 im Alter von 23 Jahren.